# Biełoziornyj (Kraj Krasnodarski)
Biełoziornyj (ros. Белозёрный) – osiedle w Rosji, w Kraju Krasnodarskim, administracyjnie podporządkowane miastu Krasnodar. W 2010 liczyło 4342 mieszkańców.